# Giải vô địch bóng ném bãi biển Đông Nam Á
Giải vô địch bóng ném bãi biển Đông Nam Á là một giải đấu bóng ném bãi biển quốc tế được tranh tài bởi các đội tuyển quốc gia đến từ Đông Nam Á.

## Lịch sử
Giải đấu đầu tiên  bao gồm hai nội dung riêng cho các đội tuyển quốc gia nam và nữ được tổ chức tại Dumaguete, Philippines tại Đại lộ Rizal. Giải đấu được tổ chức từ ngày 3 đến ngày 6 tháng 11 năm 2017 , được tổ chức trong một thông báo ngắn với Thái Lan và Việt Nam được mời tham gia. Việt Nam giành cả chức vô địch nam và nữ trong giải đấu đầu tiên.

## Kết quả
Nam
| Năm  | Thành phố chủ nhà | Vô địch      | Á quân       | Hạng 3          |
| ---- | ----------------- | ------------ | ------------ | --------------- |
| 2017 | Dumaguete         | · Việt Nam · | · Thái Lan · | · Philippines · |

Nữ
| Năm  | Thành phố chủ nhà | Vô địch      | Á quân       | Hạng 3          |
| ---- | ----------------- | ------------ | ------------ | --------------- |
| 2017 | Dumaguete         | · Việt Nam · | · Thái Lan · | · Philippines · |